# 李·舒尔曼
李·舒尔曼（英語：Lee S. Shulman，1938年9月28日—）是一位美国教育心理学家，在教学、教学评估以及科学和数学领域做出了重要贡献。他是斯坦福大学教育学院名誉教授、卡内基教学促进基金会前任会长、美国教育研究协会前任会长，并因他的教育研究而获得若干奖项。从1963年到1982年，舒尔曼任教于密歇根州立大学，他在那里创办教学研究所（IRT）。
舒尔曼取得的许多成就中，最著名的是概念“教学內容知识” （pedagogical content knowledge，PCK） 。1986年，舒尔曼提出，教师的学科知识和教学法不应被视为相互排斥的，他认为，教师应该将这两个知识领域结合起来。为此他引进了学科教学知识（PCK）的概念，包括教学的知识和内容的知识。
2006年，舒尔曼因其2004年的著作《实践的智慧》而获得路易斯维尔大学格威文美尔教育奖